# Кушнірівська Слобідка
Кушні́рівська Слобі́дка — село в Україні, у Волочиській міській територіальній громаді Хмельницького району Хмельницької області. Населення становить 63 осіб.

## Історія
У 1906 році село Маначинської волості Старокостянтинівського повіту Волинської губернії. Відстань від повітового міста 82 верст, від волості 12. Дворів 90, мешканців 515.
7 (20) листопада 1917 року, відповідно до Третього Універсалу Української Центральної Ради, увійшло до складу Української Народної Республіки.
12 червня 2020 року, відповідно до розпорядження Кабінету Міністрів України № 727-р «Про визначення адміністративних центрів та затвердження територій територіальних громад Хмельницької області», увійшло до складу Волочиської міської громади.
19 липня 2020 року, в результаті адміністративно-територіальної реформи та ліквідації Волочиського району, увійшло до складу новоутвореного Хмельницького району.
19 вересня 2024 року Верховна Рада підтримала перейменування села Кушнирівська Слобідка на Кушнірівська Слобідка. 26 вересня 2024 року перейменування набуло чинності.
Колишній орган місцевого самоуправління — Яхновецька сільська рада.

## Відомі особи
- Мазур Віталій Устимович (1932—2007) — радянський військово-морський розвідник-диверсант, капітан I рангу.